# Kevin Fischnaller
Kevin Fischnaller (Bressanone, 2 dicembre 1993) è uno slittinista italiano.
È cugino dei fratelli Hans Peter e Dominik Fischnaller, entrambi slittinisti di livello internazionale.

## Biografia
Ha iniziato a gareggiare per la nazionale italiana nelle varie categorie giovanili raggiungendo quali migliori risultati il secondo posto nella classifica finale della Coppa del Mondo giovani nel 2009/10 ed il terzo in quella juniores nel 2012/13, nonché due medaglie, delle quali una d'oro, agli europei juniores.

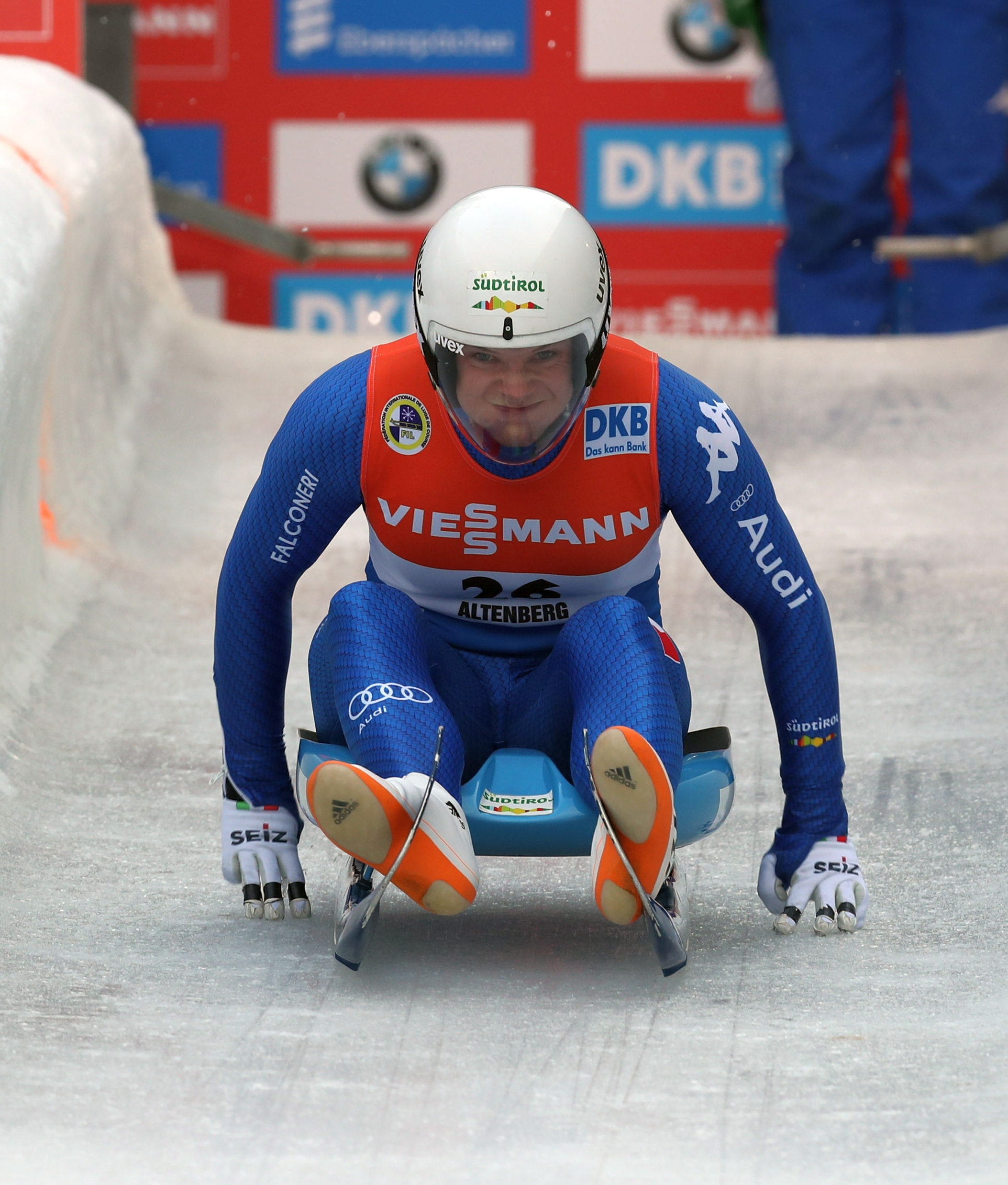
Fischnaller in gara ad Altenberg nel 2017

A livello assoluto ha esordito in Coppa del Mondo nella stagione 2011/12, ha conquistato il primo podio il 30 novembre 2014 nel singolo sprint ad Igls (3º) e la sua prima vittoria il 25 novembre 2017 a Winterberg nel singolo. In classifica generale si è classificato al settimo posto nel 2020/21 nella specialità monoposto, e in quella stessa stagione ha vinto quella del singolo sprint a pari merito con il tedesco Felix Loch.
Ha partecipato a una edizione dei Giochi olimpici invernali, a Pyeongchang 2018, occasione in cui ha colto la settima piazza nel singolo.
Ha preso parte altresì a cinque edizioni dei campionati mondiali. Nel dettaglio i suoi risultati nelle prove iridate sono stati, nel singolo: quattordicesimo a Schönau am Königssee 2016, decimo a Igls 2017, decimo a Winterberg 2019, ottavo a Soči 2020 e nono a Schönau am Königssee 2021; nel singolo sprint: nono a Igls 2017 e dodicesimo a Soči 2020 e ottavo a Schönau am Königssee 2021; nelle prove a squadre: quarto a Winterberg 2019. 
Agli europei ottenne invece quale miglior piazzamento il quinto posto nel singolo a Lillehammer 2020.
Ha ottenuto la qualificazione ai Giochi olimpici di Pechino 2022, ma non ha potuto scendere in pista poiché risultato positivo al COVID-19 nei giorni antecedenti la gara.

## Palmarès

### Europei juniores
- 2 medaglie:
  - 1 oro (singolo a Winterberg 2012);
  - 1 argento (singolo ad Igls 2011).

### Coppa del Mondo
- Miglior piazzamento in classifica generale nel singolo: 7º nel 2020/21.
- Vincitore della classifica generale nella specialità del singolo sprint nel 2020/21.
- 5 podi (1 nel singolo, 3 nel singolo sprint, 1 nelle gare a squadre):
  - 2 vittorie (1 nel singolo, 1 nelle gare a squadre)
  - 2 secondi posti (nel singolo sprint)
  - 1 terzo posto (nel singolo sprint)

#### Coppa del Mondo - vittorie
| Data             | Luogo      | Paese    | Disciplina                                                        |
| ---------------- | ---------- | -------- | ----------------------------------------------------------------- |
| 25 novembre 2017 | Winterberg | Germania | Singolo                                                           |
| 6 dicembre 2020  | Altenberg  | Germania | Gara a squadre con Andrea Vötter, Ludwig Rieder e Patrick Rastner |

### Coppa del Mondo juniores
- Miglior piazzamento in classifica generale nel singolo: 3º nel 2012/13.

### Coppa del Mondo giovani
- Miglior piazzamento in classifica generale nel singolo: 2º nel 2009/10.